# Vicente Guerrero (Oaxaca)
Vicente Guerrero es una población del estado mexicano de Oaxaca, forma parte del municipio de Villa de Zaachila y se encuentra en la región de los Valles Centrales de Oaxaca.

## Localización y demografía
La población de Vicente Guerrero es una de las localidades más pobladas del estado que no tienen el carácter de cabecera municipal, se encuentra localizada en el sector oriental del municipio y es la segunda localidad más poblada del mismo tras la cabecera municipal, sus coordenadas geográficas son 16°55′59″N 96°42′05″O / 16.93306, -96.70139 y tiene una altitud de 1 542 metros sobre el nivel del mar, se localiza a aproximadamente 15 kilómetros al sur de la ciudad de Oaxaca de Juárez, capital del estado, en la población se encuentra uno de los principales nudos de comunicación del estado al bifurcarse en ese punto la Carretera Federal 135 y la Carretera Federal 175 que desde Oaxaca hasta Vicente Guerrero forman un único cuerpo carretero, pero de Vicente Guerrero hacia el sur se dividen, la Carretera 135 se dirige al suroeste, en dirección de Zimatlán de Álvarez, Villa Sola de Vega y terminando en Puerto Escondido; la Carretera 175 se dirige al sur, hacia Ejutla de Crespo, Miahuatlán de Porfirio Díaz y terminando en Puerto Ángel. Las comunidades inmediatas a Vicente Guerrero son al norte San Bartolo Coyotepec, cabecera municipio del mismo nombre y al sur Reyes Mantecón,  que también forma parte del municipio del mismo nombre, formando un exclave del mismo aislado del resto del municipio por el territorio de Villa de Zaachila en que se asienta Vicente Guerrero.
De acuerdo al Censo de Población y Vivienda de 2010 realizado por el Instituto Nacional de Estadística y Geografía, la población total de Vicente Guerrero es de 13 794 habitantes, de los que 6 662 son hombres y 7 132 son mujeres.